# Sabinotic
Sabinotic är en ort i Mexiko.   Den ligger i kommunen El Bosque och delstaten Chiapas, i den sydöstra delen av landet, 700 km öster om huvudstaden Mexico City. Sabinotic ligger 1 256 meter över havet och antalet invånare är 188.
Terrängen runt Sabinotic är bergig åt sydost, men åt nordväst är den kuperad. Runt Sabinotic är det ganska tätbefolkat, med 166 invånare per kvadratkilometer. Närmaste större samhälle är Simojovel de Allende, 15,6 km norr om Sabinotic. I omgivningarna runt Sabinotic växer i huvudsak städsegrön lövskog.